# Parnall Pipit
Parnall Pipit là một mẫu máy bay tiêm kích hải quân của Anh vào năm 1927.

## Tính năng kỹ chiến thuật
Dữ liệu lấy từ Wixey 1990, tr. 175
Đặc tính tổng quát
- Kíp lái: 1
- Chiều dài: 26 ft 0 in (7,92 m)
- Sải cánh: 35 ft 0 in (10,67 m)
- Chiều cao: 10 ft 5,5 in (3,188 m)
- Diện tích cánh: 361 foot vuông (33,5 m2)
- Trọng lượng rỗng: 3.050 lb (1.383 kg)
- Trọng lượng có tải: 3.980 lb (1.805 kg)
- Động cơ: 1 × Rolls-Royce F.XI , 495 hp (369 kW)

Hiệu suất bay
- Vận tốc cực đại: 173 mph (278 km/h; 150 kn) trên độ cao 3.000 ft (914 m)
- Thời gian lên độ cao: 10.000 ft (3.048 m) 7,5 phút

Vũ khí trang bị

- Súng: 2× Súng máy Vickerss 0.303 (7,7 mm)